# Barrage de Kotri
Le barrage de Kotri (ourdou : کوٹری بیراج) est un barrage sur le fleuve Indus entre Jamshoro et Hyderabad dans la province du Sind au Pakistan. Le barrage a été achevé en 1955. Il est également appelé barrage Ghulam Muhammad.

## Description
Le barrage de Kotri est utilisé pour contrôler le débit d'eau dans l'Indus à des fins d'irrigation et de contrôle des inondations. Le canal de la rive droite fournit de l'eau supplémentaire à la ville de Karachi. La culture de la canne à sucre s'est développée et les rendements du riz et du blé ont été améliorés.
Le barrage de Kotri est le barrage le plus en aval sur l'Indus. Il a une capacité de décharge de 24 800 m3. Il s'agit d'un barrage de type déversoir contrôlé par une porte avec un verrou de navigation. Le barrage a 44 portes, chacune de 18,3 mètres de large et pesant 36 tonnes. La hauteur maximale du niveau d'inondation du barrage de Kotri est de 13,1 mètres. Il alimente les canaux Fulleli, Pinyari et Kalri Baghar.
Le barrage de Kotri a été réhabilité en 2000.
Le barrage de Kotri détourne la majeure partie des eaux de l'Indus largement diminuées des prélèvements opérés par les barrages situés en amont, résultant en un assèchement du lit et du delta de l'Indus. Pendant 10 mois de l'année, l'eau ne coule pas en aval de Kotri sur plus de 15 kilomètres.

## Faune
Sur un tronçon de 500 km entre le barrage de Sukkur et le barrage de Kotri, seuls 29 dauphins de l'Indus ont été remarqués en 2011.